# Olalla Castro Hernández
Olalla Castro Hernández (Granada, 1979) es una escritora andaluza. 
Poeta, ensayista y narradora nacida en Granada en 1979. Es doctora en Teoría de la Literatura y Literatura Comparada y licenciada en Periodismo. Es autora de los poemarios La vida en los ramajes (Devenir, 2013), Los sonidos del barro (Aguaclara, 2016), Bajo la luz, el cepo (Hiperión, 2018), Inventar el hueso (Pre-Textos, 2019), Las Escritas (Almuzara, en prensa) y Todas las veces que el mundo se acabó, el ensayo Entre-lugares de la Modernidad: filosofía, literatura y Terceros Espacios (siglo XXI, 2017) y las antologías Ocho paisajes, nueve poetas (Dauro, 2009) y Juan de Loxa: resistir en el margen (Diputación de Granada, 2018). Ganadora del Premio Nacional de Poesía Miguel Hernández, el Premi Tardor de Poesía, el Premio Internacional Antonio Machado en Baeza, el Premio Unicaja de Poesía, el Premio de Poesía Vicente Núñez, el Premio de Poesía Ciudad de Estepona y el Premio al Libro del Año 2022 de las Librerías de Madrid. Sus poemas y relatos han sido recogidos en más una veintena de antologías y traducidos a varias lenguas. Fue columnista del diario La Opinión de Granada durante sus seis años de existencia y actualmente es columnista de El Salto Diario. Ha sido cantante y letrista de diversos proyectos musicales, como Rebelmadiaq, Sister Castro o Nour, formaciones con las que ha firmado una decena de discos y ofrecido conciertos por países como Argentina, México, Costa Rica, Jordania, Marruecos, Argelia, Francia, Holanda o Alemania. En primavera de 2020 obtuvo la beca de escritura Montserrat Roig. 

## Trayectoria
Olalla Castro Hernández nació en la ciudad andaluza de Granada en 1979. Es doctora en Teoría de la Literatura y Literatura Comparada por la Universidad de Granada y Licenciada en Periodismo por la Universidad de Sevilla.
Es editora y autora de la antología Ocho paisajes, nueve poetas (Dauro, 2009). Ha escrito los poemarios La vida en los ramajes (Devenir, 2013) y Los sonidos del barro (Aguaclara, 2016), el libro de narrativa infantil Un visitante salido de la nada y el ensayo Entre-lugares de la Modernidad: filosofía, literatura y Terceros Espacios (Editorial siglo XXI, 2017).
Sus relatos breves y sus poemas han sido recogidos en diversas antologías: Poesía (contra) corriente (Ediciones La Vorágine, 2017), Nova mondo en niaj Koroj (Calumnia, 2016), Todo es poesía en Granada (Esdrújula, 2015), Disidentes (La oveja roja, 2015), Buena Letra (Comisso Editore, 2015), Cuerp@s (Lápices de Luna, 2015), XV Certamen de Relato Breve Villa de Colindres (2013), Relatos cortos de Verano Ideal (2006) o Proemio Seis (2006). Se han traducido al italiano, al sueco y al esperanto. En 2020 fue incluida en la antología Versos al amor de la lumbre, monográfico promovido por la revista de cultura Lumbre dedicado exclusivamente a la poesía que se escribe actualmente en Granada.
Ha sido reconocida con el Premio Nacional de Poesía Miguel Hernández con el poemario La vida en los ramajes, el Premio Tardor de Poesía con Los sonidos del barro y el I Premio Internacional de Poesía Piedra del Molino por El camisón de Emily Dickinson. En 2018 fue galardonada con el XXII Premio de Poesía Antonio Machado por su obra Bajo la luz, el cepo publicada por Ediciones Hiperión y con el XXXIII Premio Unicaja de Poesía 2018 con la obra Inventar el hueso, publicada por la Editorial Pre-Textos. Este premio internacional convocado por la Fundación Unicaja, tuvo en aquella edición un jurado compuesto por Manuel Borrás, Javier Vela, Isabel Bono, Juan Ceyles y Ángelo Néstore, que destacó en la obra ganadora que es «un libro directo y bien construido, que responde a un proyecto estético reconocible y a profusas lecturas en torno a la problematización del yo y su reivindicación feminista». También, destacó la obra de Olalla Castro como un valor muy meritorio «la búsqueda de un yo capaz de construir una genealogía nueva a través de lo poético».
Es una activista por los derechos humanos de las mujeres y en concreto con la visibilidad de las mujeres en los ámbitos literario y periodístico, en los hace patente la existencia de estereotipos de género y la necesidad de mejorar en la aplicación de la perspectiva de género y la igualdad real entre mujeres y hombres.
Fue columnista durante siente años en el diario La Opinión de Granada y después en El Salto Diario. Es cantante y letrista de diversos proyectos musicales, como Rebelmadiaqg, Sister Castro o Nour. Con esta última publicó tres álbumes y realizó una gira internacional. Imparte talleres de escritura y es autora del blog literario Soliloquio de la mujer-bala.

## Obra
- Todas las veces que el mundo se acabó. Editorial Pre-Textos, 2022.
- Las escritas. Editorial Berenice, 2022.
- Inventar el hueso. Editorial Pre-Textos, 2019. Poemario
- Bajo la luz, el cepo. Hiperión, 2018. Poemario
- Juan de Loxa, un poeta en el margen (Diputación de Granada, 2017). Editora y autora de la antología.
- Entre-lugares de la Modernidad: filosofía, literatura y Terceros Espacios. Siglo XXI Editores, 2017. Ensayo
- Los sonidos del barro. Aguaclara, 2016. Poemario
- La vida en los ramajes. Devenir, 2013. Poemario
- Un visitante salido de la nada. 2016. Narrativa infantil
- Ocho paisajes, nueve poetas. Dauro, 2009. Editora y autora de la antología

## Premios
- XXXIII Premio Unicaja de Poesía 2018. Fundación Unicaja, Málaga.[10]
- XXII Premio de Poesía Antonio Machado 2018. Ayuntamiento de Baeza, Jaén.[4]
- I Premio Internacional de Poesía Piedra del Molino.
- XXI Premio Tardor de Poesía. 2016.[8]
- Premio Nacional de Poesía Miguel Hernández. 2013
- Finalista del Premio Gerardo Diego de Poesía para Noveles.